# Prinsensluis
De Prinsensluis  (brug nr. 60) is een vaste brug in Amsterdam-Centrum.

## Algemeen
Ze is gelegen voor de Prinsenstraat en voert over de Prinsengracht. Ze verbindt dus ook de twee kades daarvan met elkaar. Aan de overzijde (stad uit) ligt er geen doorgaande weg (anders dan de kade). Daar het verkavelingspatroon van de Jordaan anders is dan dat van de grachtengordel, sluit de iets noordelijker gelegen Anjeliersstraat niet helemaal aan op de brug, een zogenaamd taartpunt staat in de weg. Een nogal vervelend neveneffect is dat het al meermaals voorgekomen is dat auto's en vrachtwagens op de nogal steile brug doorgeschoten zijn en het aldaar gelegen café naar binnen gereden zijn. In 1883 raakte bijvoorbeeld een paard en wagen van de brug, gleed een aantal jaren later een ijskar met paard van de brug. In januari 1907 wilde een brandweerauto de brug oprijden, gleed terug en ramde de gevel van het hoekgebouw, dat net nieuw opgetrokken werd Met man en macht moest de auto uit het gebouw getrokken worden, een vrouw was mee het pand ingesleurd en overleed op weg naar het gasthuis. De brug ligt te midden van een cluster goedbeklante kroegen. De naam van de brug is net zoals de gracht en de hier gelegen dwarsstraat afkomstig van de prins van Oranje.

## Geschiedenis
Er ligt hier al eeuwen een brug. Joan Blaeu tekende op zijn kaart uit 1649 hier al een brug, maar ook Balthasar Florisz. van Berckenrode had al een brug (met vijf bogen) ingetekend op zijn kaart uit 1625. Op die laatste kaart heetten beide straten nog Prince Straet en Angeliers Straet en voert de brug over Prince Graft. De huidige brug (althans de pijlers) dateert van 1767 getuige een datumsteen in de rechter pijler (naar het noorden bezien); in de andere pijler vindt men "Anno" terug. Gezien de materialen die in 2017 zichtbaar zijn (ijzeren balken), dateert het brugdek van later. Op maandag 8 juli 1878 werd namelijk een aanbesteding uitgeschreven voor het verlagen en verbreden van de brug. De brug kent dan drie doorvaarten, de grootste is 6m 82 breed, en heeft een hoogte van 2m10. De Kamer van Koophandel ageerde tegen de verlaging, er moesten nog goederen aangevoerd worden voor de plaatselijke markt. Zij stelde een alternatief voor in een beweegbare brug. Burgemeester en wethouders schoof dit bezwaar (opnieuw) weg, wijzend op een besluit een aantal jaren eerder (1873, verlaging van andere bruggen), bovendien was de hoeveelheid ijzer al bij een eerdere aanbesteding geleverd. B&W ondersteunde hun standpunt door een week lang een telling bij te houden. Dagelijks hadden 14028 personen en 457 voertuigen last van de steile hellingen, terwijl werd gesteld dat het merendeel van de schepen toch ook onder de nieuwe brug door konden varen. Met twintig stemmen voor en twaalf tegen werd voor verlaging gekozen. De verbreding werd uitgevoerd volgens een bijna standaardprocedure bij verbreding van bruggen eind 19e eeuw. De brug speelde in 1886 een rol bij het Palingoproer. Demonstranten gooiden stenen naar politie en infanterie en die schoten met scherp terug; er vielen doden en gewonden. In 1938 werd de brug opengelegd voor herstel van het brugdek. Dat wegdek moest daarna nog regelmatig vervangen worden. 

## Afbeeldingen

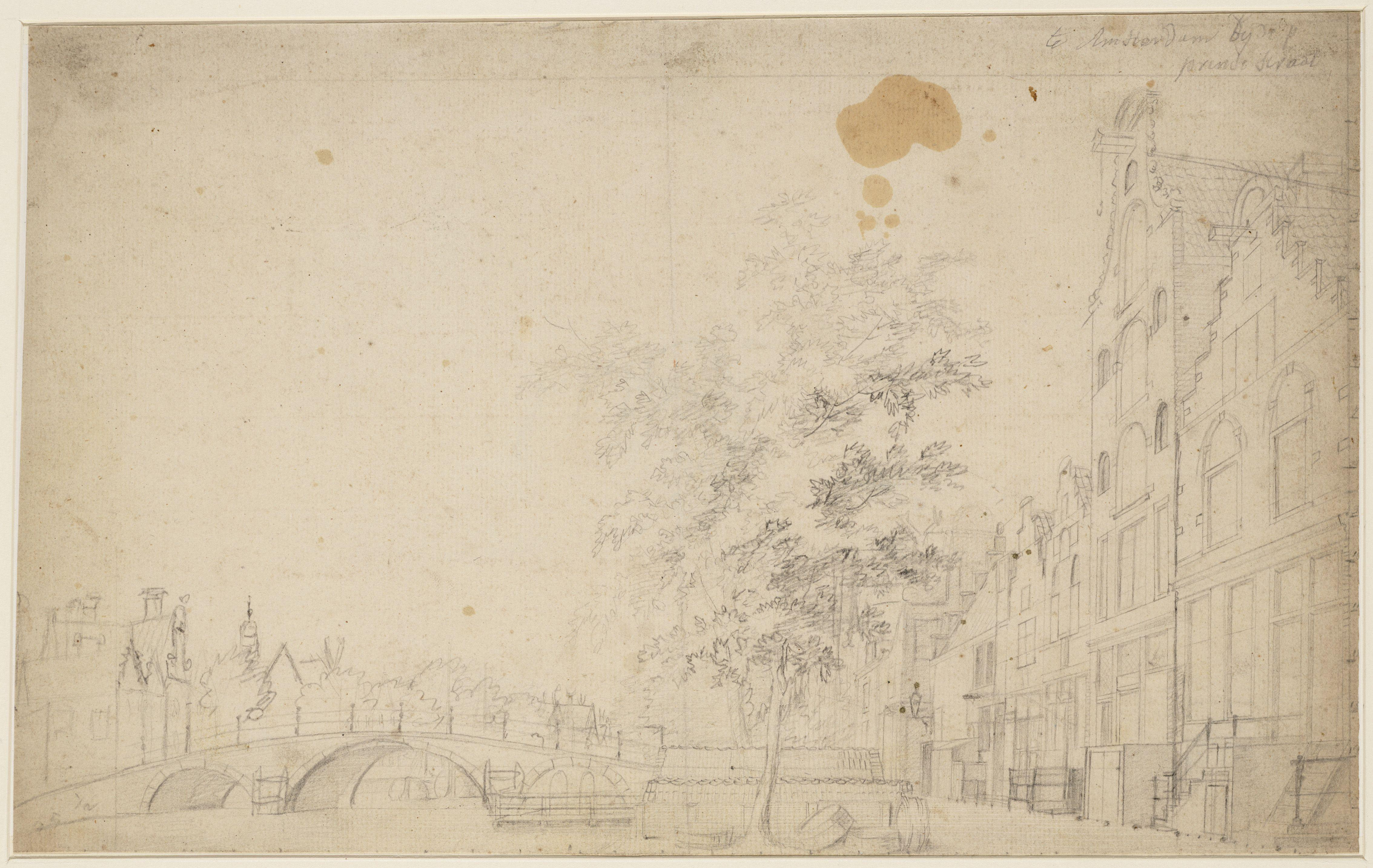
De brug volgens Cornelis de Kruyff, begin 19e eeuw
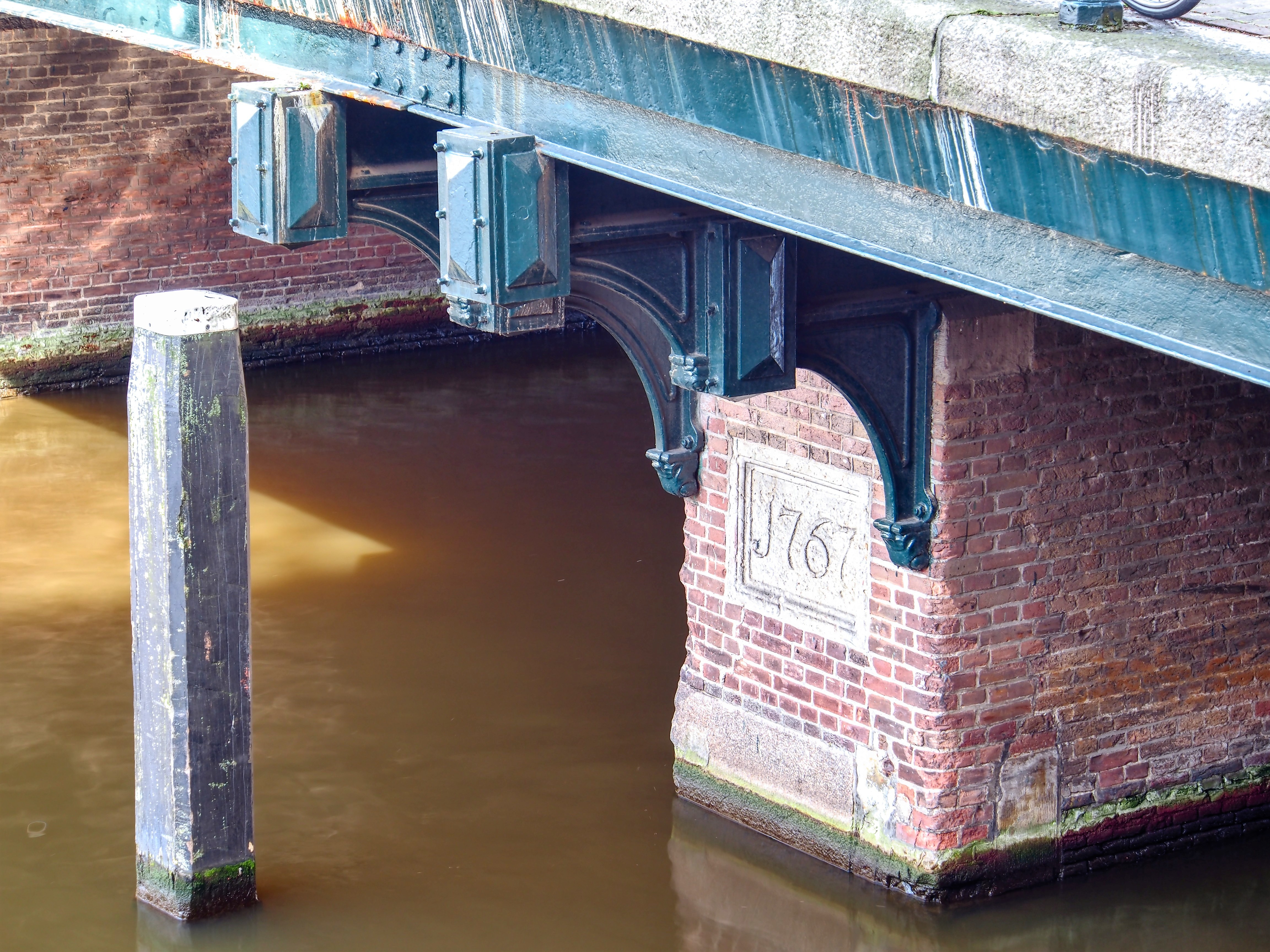
De standaard toegepaste verbreding en de datumsteen
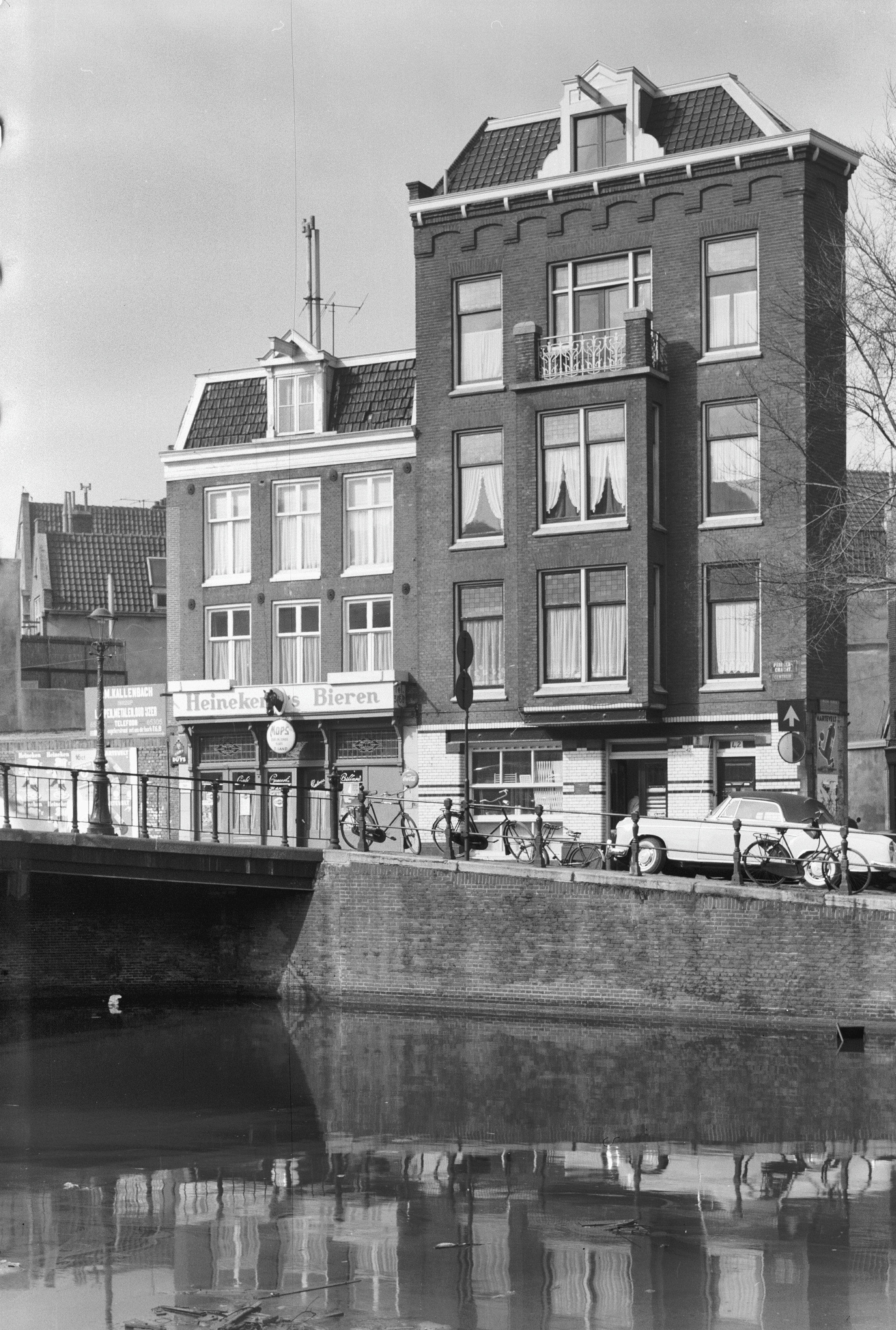
De niet geheel soepele aansluiting met de Anjeliersstraat bij Prinsengracht 42 rechts

Lekkeresluis ·
Prinsensluis ·
Leliesluis ·
Nieuwe-Wercksbrug ·
Reesluis ·
Berensluis ·
Brug 66 ·
Angenietje Swartbrug ·
Aalmoezeniersbrug ·
Brug 69 ·
Walenweeshuissluis ·
De Duifbrug ·
Brug 75 ·
Frans Hendricksz. Oetgensbrug
1 · 2 · 3 · 4 · 5 · 6 · 7 · 8 · 9 · 10 · 11 · 12 · 13 · 14 · 15 · 16 · 17 · 18 · 19 · 20 · 21 · 22 · 23 · 24 · 25 · 26 · 27 · 28 · 29 · 30 · 31 · 32 · 34 · 35 · 36 · 37 · 38 · 39 · 40 · 41 · 42 · 43 · 44 · 45 · 46 · 47 · 48 · 49 · 50 · 51 · 52 · 53 · 54 · 55 · 56 · 57 · 58 · 59 · 60 · 61 · 62 · 63 · 64 · 65 · 66 · 67 · 68 · 69 · 70 · 71 · 72 · 73 · 74 · 75 · 76 · 77 · 78 · 79 · 80 · 81 · 82 · 84 · 85 · 86 · 87 · 88 · 89 · 90 · 91 · 92 · 93 · 94 · 95 · 96 · 97 · 98 · 99 · >>>
Brugnummers 33 en 83 zijn niet (meer) vergeven